# Maurizio Mattioli
Maurizio Mattioli, né à Gorga le 3 juin 1950, est un acteur, doubleur et comédien italien.

## Biographie
Sa carrière cinématographique a commencé très tôt, avec quelques performances mineures dès les années soixante-dix, pour atteindre aujourd'hui un total d'environ 90 films tournés sur grand écran faisant de lui une icone du cinéma italien. Il incarne très souvent la figure du Romain des banlieues qui est grossier et qui est un voyou. Cependant lors de ces dernières années, il a donné vie à des personnages de paysans fortunés, comme dans le film L'été aux Caraïbes dans lequel il joue le rôle d'un réparateur qui exploite sa secrétaire. Quelques années plus tard il joue dans la pièce de théâtre Un Pair d'Ali en 1997 et dans Rugantino en 1998, il interprète le rôle d'Alberto Dominici dans Un ciclone in famiglia, et le rôle d'Augusto Cesaroni, dans la première, cinquième et sixième série des Cesaroni.
Parmi ses autres performances, celle de Nino Diamanti dans Anni '60. À la télévision, il a créé plusieurs parodies, dont celle de Bill Clinton et de divers autres personnages des émissions Bagaglino, dont il a été membre pendant de nombreuses années. Il a doublé de nombreux personnages de dessins animés et de films d'animation, dont Ant Z et The Woods Gang, et depuis 2007, il donne sa voix au personnage de Dog Chapman, dans la série Dog the Bounty Hunter, qui est diffusée en Italie sur la chaîne Gxt de la plateforme Sky. Depuis l'année 1998, il fait partie de la troupe de théâtre de Rugantino. En juillet 2014, il a reçu la distinction Leggio d'oro Alberto Sordi.
En 2010, il enregistre également des tubes de musiques sous le CD intitulé Un po' Roma e un po' no, qui comprend 13 chansons, dont certaines sont tirées son spectacle Rugantino.

## Vie privée
Maurizio Mattioli s'est marié trois fois. Sa première épouse était une femme qui s'appelait Patrizia et avec qui il a une fille nommée Francesca, née le 11 juillet 1974. Le mariage s'est terminé par un divorce après la naissance de leur fille. Le 16 octobre 2014, sa deuxième épouse Barbara Divita est décédée, paralysée à la suite d'un accident de voiture survenu sept ans plus tôt. Le couple était marié depuis 1977 et n'a jamais eu d'enfants. Le 14 janvier 2024, il épouse sa compagne Simonetta Benincasa à Gorga, sa ville d'origine en Italie. Il est aujourd'hui toujours avec celle-ci.
Il se considère comme un croyant douteux. Il ne se dit pas clairement croyant mais n'écarte pas la possibilité d'un Dieu et l'idée du christianisme.

## Procédures judiciaires
Pendant l'année 1995, il est arrêté pour trafic de cocaïne par la police italiennne; il est resté détenu pendant un mois à la prison de Poggioreale à Naples. En 1996, il a été jugé ; à la fin du procès, il a cependant été acquitté des accusations et est relâché.

## Filmographie

### Cinéma
- Patroclooo!... e il soldato Camillone, grande grosso e frescone de Mariano Laurenti (1973)
- Il colonnello Buttiglione diventa generale de Mino Guerrini (1974)
- La polizia accusa: il Servizio Segreto uccide de Sergio Martino (1975)
- Morte sospetta di una minorenne de Sergio Martino (1975)
- La poliziotta fa carriera de Michele Massimo Tarantini (1976)
- Italia a mano armata de Franco Martinelli (1976)
- Napoli spara! de Mario Caiano (1977)
- Kakkientruppen de Franco Martinelli (1977)
- Mannaja de Sergio Martino (1977)
- Porco mondo de Sergio Bergonzelli (1978)
- La soldatessa alle grandi manovre de Nando Cicero (1978)
- Borotalco de Carlo Verdone (1982)
- Ricchi, ricchissimi... praticamente in mutande de Sergio Martino (1982)
- Quella peste di Pierina de Michele Massimo Tarantini (1982)
- W la foca de Nando Cicero (1982)
- Più bello di così si muore de Pasquale Festa Campanile (1982)
- Assassinio al cimitero etrusco de Sergio Martino (1982)
- Porca vacca de Pasquale Festa Campanile (1982)
- Scusa se è poco de Marco Vicario (1982)
- Fuori dal giorno de Paolo Bologna (1982)
- Sfrattato cerca casa equo canone de Pier Francesco Pingitore (1983)
- Razza violenta de Fernando Di Leo (1984)
- Due strani papà de Mariano Laurenti (1984)
- Casa mia, casa mia... de Neri Parenti (1988)
- Le finte bionde de Carlo Vanzina (1989)
- Fratelli d'Italia de Neri Parenti (1989)
- Tre colonne in cronaca de Carlo Vanzina (1990)
- Rossini! Rossini! de Mario Monicelli (1991)
- Nottataccia de Duccio Camerini (1992)
- Nel continente nero de Marco Risi (1992)
- Anni 90 de Enrico Oldoini (1992)
- Gole ruggenti de Pier Francesco Pingitore (1992)
- Mille bolle blu de Leone Pompucci (1993)
- Vacanze di Natale '95 de Neri Parenti (1995)
- Fantozzi - Il ritorno de Neri Parenti (1996)
- In barca a vela contromano de Stefano Reali (1997)
- I fobici de Giancarlo Scarchilli (1999)
- Il cielo in una stanza de Carlo Vanzina (1999)
- Tifosi de Neri Parenti (1999)
- Se lo fai sono guai de Michele Massimo Tarantini (2001)
- Il pranzo della domenica de Carlo Vanzina (2003)
- Verso nord de Stefano Reali (2003)
- Raul - Diritto di uccidere de Andrea Bolognini (2004)
- I giorni perduti de Bruno Gaburro (2006)
- Il lupo de Stefano Calvagna (2007)
- Io non c'entro de Alfonso Ciccarelli (2007)
- Questa notte è ancora nostra de Paolo Genovese e Luca Miniero (2008)
- Un'estate al mare de Carlo Vanzina (2008)
- Un'estate ai Caraibi de Carlo Vanzina (2009)
- La vita è una cosa meravigliosa de Carlo Vanzina (2010)
- Dopo quella notte de Giovanni Galletta (2010)
- Immaturi de Paolo Genovese (2011)
- Almeno tu nell'universo de Andrea Biglione (2011)
- Box Office 3D - Il film dei film de Ezio Greggio (2011)
- Immaturi - Il viaggio de Paolo Genovese (2012)
- Buona giornata de Carlo Vanzina (2012)
- Operazione vacanze de Claudio Fragasso (2012)
- Una donna per la vita de Maurizio Casagrande (2012)
- Viva l'Italia de Massimiliano Bruno (2012)
- E io non pago - L'Italia dei furbetti de Alessandro Capone (2012)
- Una famiglia perfetta de Paolo Genovese (2012)
- Mai Stati Uniti de Carlo Vanzina (2013)
- Sono un pirata sono un signore de Eduardo Tartaglia (2013)
- Rabbia in pugno de Stefano Calvagna (2013)
- Universitari - Molto più che amici de Federico Moccia (2013)
- Sapore di te de Carlo Vanzina (2013)
- Due neri per caso de Claudio Fragasso (2013)
- La prima stella cadente de Giulio Base (2013)
- Tutta colpa di Freud de Paolo Genovese (2014)
- Tre tocchi de Marco Risi (2014)
- Ambo de Pierluigi Di Lallo (2014)
- Quando si muore... si muore! de Carlo Fenizi (2014)
- Sei mai stata sulla Luna? de Paolo Genovese (2015)
- Le leggi del desiderio de Silvio Muccino (2015)
- Non si ruba a casa dei ladri de Carlo Vanzina (2016)
- MMA Love Never Dies de Riccardo Ferrero (2016)
- Italian Business de Mario Chiavalin (2017)
- Made in China napoletano de Simone Schettino (2017)
- Il crimine non va in pensione de Fabio Fulco (2017)
- Sconnessi de Christian Marazziti (2018)
- Un figlio a tutti i costi de Fabio Gravina (2018)
- Non è vero ma ci credo de Stefano Anselmi (2018)
- A mano disarmata de Claudio Bonivento (2019)
- Lockdown all'italiana de Enrico Vanzina (2020)
- 2 fantasmi di troppo de Nunzio Fabrizio e Paolo Vita (2021)
- L'amore allegro de Francesco Bonelli (2022)
- Tic toc de Davide Scovazzo (2023)
- Un matrimonio mostruoso de Volfango De Biasi (2023)
- Avanzers - Italian Superheroes de Cosimo Bosco (2023)
- Mamma qui comando io de Federico Moccia (2023)
- La seconda chance de Umberto Carteni (2023)

## Théâtre
- Le Magnifique Cocu, réalisé par Enrico Maria Salerno (1979)
- Rugantino, réalisé par Enrico Brignano (1998, 2001, 2004, 2010)
- C'était l'heure!, écrit et réalisé par Stefano Reali (2014)
- Il Conte Tacchia de Toni Fornari, réalisé par Gino Landi (2015)
- Et me voici !... Un Maurizio nommé Fabrizi, texte et mise en scène de Giuseppe Manfridi (2016)
- Paìno et Proietti er Cravattaro, réalisé par Claudio Fabi (2017)
- Spectacle individuel (2017)
- Il était encore temps !, réalisé par Stefano Reali (2017)
- Horse Fever, réalisé par Claudio Insegno (2017)
- Tana X Mattioli de Maurizio Mattioli et Marco Tana (2018)
- L'Opération, écrit et réalisé par Stefano Reali (2018)
- Me voici! de Maurizio Mattioli (2019-2020)
- Je ne pleure pas (ou du moins j'essaye) de Maurizio Mattioli (2022)
- Ce soir, je serai Franco...Hommage au Maestro Califano de Maurizio Mattioli (2022)

## Doublage

### Film au cinéma
- James Gandolfini dans Get Shorty
- Danny Glover dans The Rainmaker - The Rainmaker
- John Candy dans Rien que des ennuis
- Chris Farley dans Airheads - Un groupe à lancer
- Donald Gibb dans La Revanche des Nerds
- Kevin Chamberlin dans Mourir dur
- Bill Nunn dans Sister Act - Un cinglé en habit de nonne
- Lames Rubén dans boîte chinoise
- Jay Chevalier dans le scandale Blaze
- Frankie J. Holden dans Un cri pendant la nuit
- Walter Olkewicz dans Fire marche avec moi
- Maury Chaykin dans Mon cousin Vincent
- John DiSanti dans Miracle sur la 8ème rue
- Travis McKenna dans Batman Returns

### Séries TV
- Ted Lange dans Love Boat (2e voix)
- Fred Applegate dans 9h à 17h, toute la journée
- Église Thomas Haden dans les ailes
- Quartier Sandy dans Malcolm
- Ronald Reagan dans Le Prince de Bel-Air
- Le chien Tequila dans Tequila et Bonetti
- Michael Horse dans Twin Peaks.

### Télé réalité
- Duane "Dog" Chapman dans Dog : Chasseur de primes

### Feuilletons et telenovelas
- Ruben Maravini dans Pauvre Clara
- Javier Ruán dans Coeur sauvage[7]

### Série animée
- Big Old Bullfrog, Jack et Divers dans Bear dans la grande maison bleue
- Hachoir dans Iacchi Du-Du
- Mungo dans Isidoro
- Orchions dans le Gummi
- Héphaïstos dans Il était une fois... Pollon
- Divers personnages dans Cat's Eye
- Todd dans Sherlock Holmes